# سدنا (اسطوره)
سِدنا 

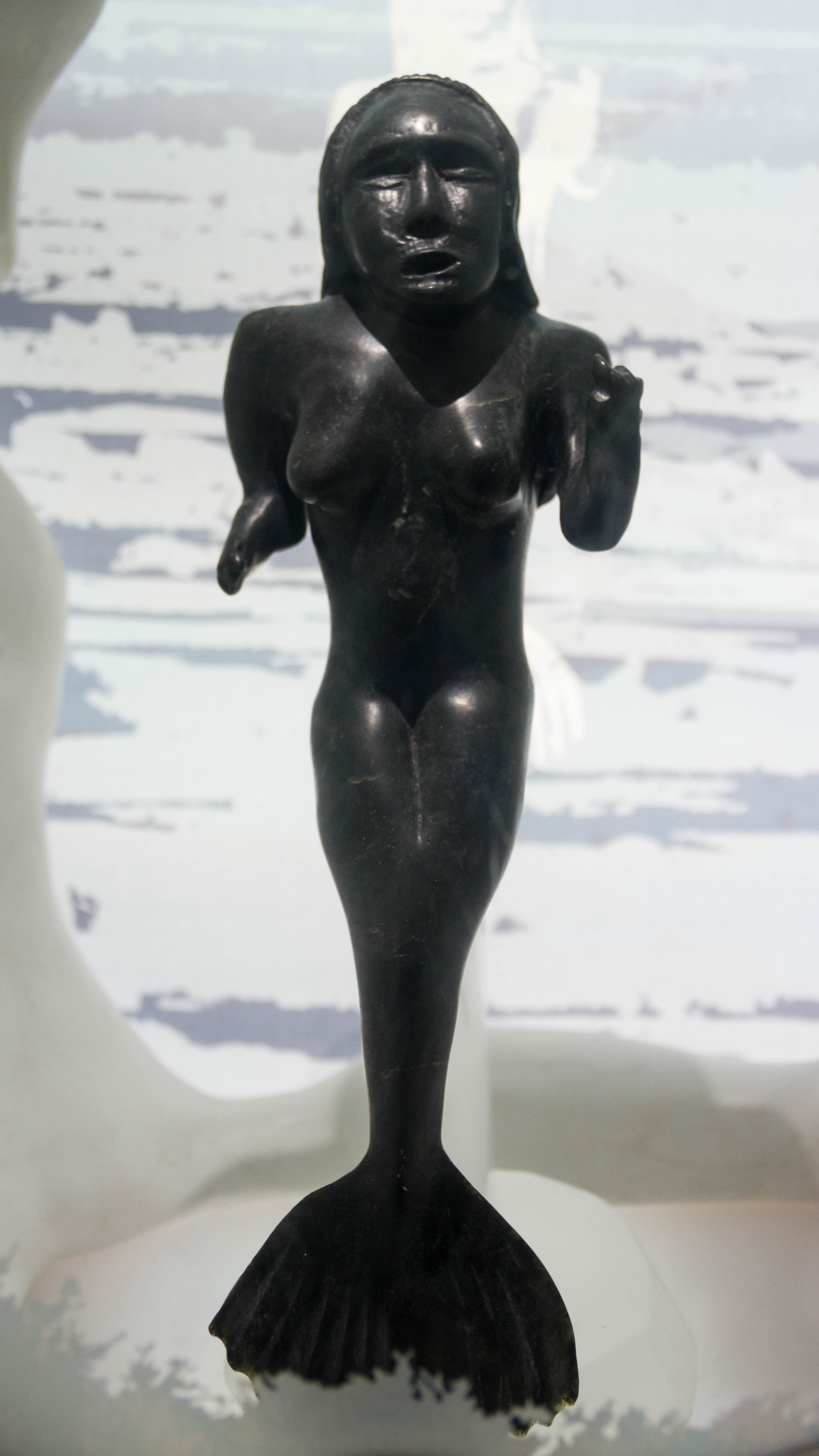

(به اینوکتیتوت: ᓴᓐᓇ, Sanna) در اساطیر اینویی ایزدبانوی دریا و حیوانات دریایی است که همچنین با نام زن دریایی یا مادر دریا شناخته می‌شود. افسانه‌های سدنا به توضیح منشأ موجودات دریایی و چگونگی حکومت او بر آدلیوون، دنیای مردگان در اساطیر اینویی‌ها را شرح می‌دهد. از آنجایی که سدنا فراهم‌کننده حیوانات دریایی به جهت استفاده در تغذیه انسان‌ها می‌باشد، به عنوان مهم‌ترین ایزدبانو اینوئیت به‌شمار می‌رود.

## افسانه‌ها

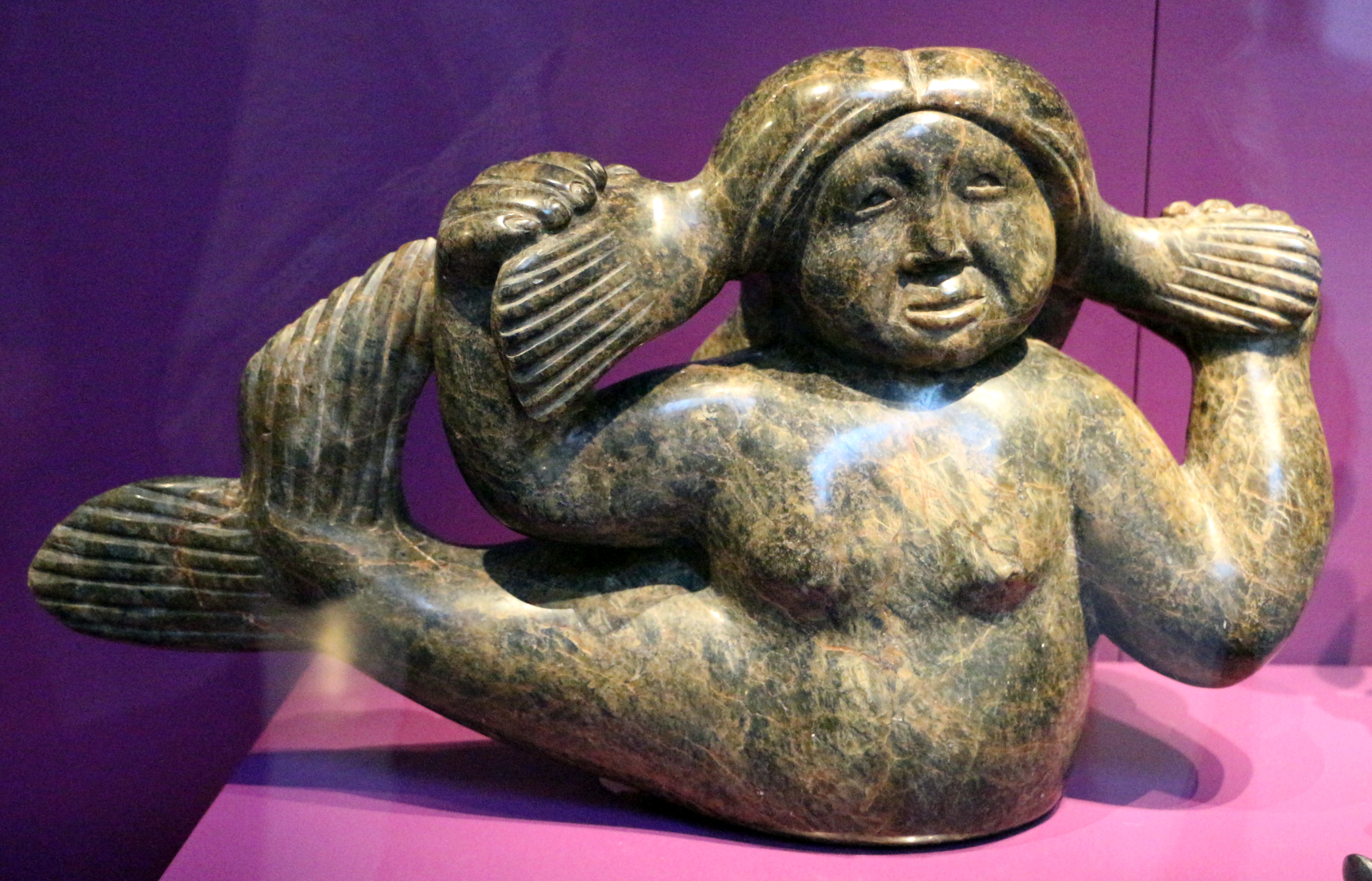
سدنا (اسطوره)

نسخه‌های مختلفی از افسانه‌های سدنا در میان اینویی‌هایی که در شمال کانادا و گرینلند زندگی می‌کنند وجود دارد، اما خط کلی داستان همه آن‌ها کم و بیش با یکدیگر یکسان است.
بر اساس افسانه‌ها، سدنا در ناحیهٔ قطبی شرق کانادا دختری زیبا و جوان بود که برای کمک به پدر پیرش از ازدواج تن می‌زد. پدرش او را تنبیه کرد و او را از روستای خود به جزیرهٔ مجاور تبعید کرد. زمانی که شکارچی ناشناس از راه رسید، پدر سدنا در ازای مقداری ماهی با ازدواج آن‌ها قبول کرد. روزی از پیش شوهرش گریخت، سوار قایق شد و بیگانه خوش‌قیافه‌ای او را نجات داد و با او ازدواج کرد. پس از مدتی، او کشف کرد که شوهر جدیدش مرغ توفان بود و به شکل آدمی در آمده بود. بار دیگر گریخت و سوار قایق شوهرش شد و پس از مدتی پدر و برادرانش که در آن حوالی سرگرم شکار بودند، او را شناختند. وقتی که وارد قایق آن‌ها می‌شد، مرغ توفان ظاهر شد و تکان بال‌های ستمگر خود، توفانی عظیم پدید آورد. سدنا به لبهٔ قایق پدر چسبید، اما از ترس اینکه آن‌ها همه غرق خواهند شد، انگشتان خود را با چاقوی شکار برید تا به جهان زیرزمینی و قعر دریا بلغزد و بدین‌گونه انگشتانش به پستانداران دریایی بدل شدند. سدنا بانوی فک‌ها، نهنگ‌ها و گراز دریایی شد و اکنون در غاری زندگی می‌کند. اگر مردم او را خشنود سازند، کاری می‌کند که آن‌ها بتوانند پستانداران دریایی را شکار کند.
در روایات دیگر، سدنا کودکی با اشتهای فوق‌العاده بود که حتی سعی کرد دست پدرش را هنگامی که او خواب بود بخورد. وقتی که پدرش از خواب بیدار شد، سدنا را توسط قایقی به دریا برد. او سعی کرد سدنا را به دریا پرتاب کرد، اما او محکم به کنار قایق چسبیده بود. سپس پدرش شروع به بریدن انگشتان سدنا نمود. درحالی که قطعه‌های برید شده انگشتان سدنا به داخل آب می‌افتاد، آن‌ها تبدیل به فک، نهنگ و شیر دریایی شدند. وقتی تمام انگشتانش بریده شدند، به پایین‌ترین نقطه دریا کشیده شد، مکانی که او تبدیل به نگهبان ارواح مردگان گشت.
در نسخه‌های دیگر افسانه، او از مردانی که پدرش برای ازدواج با او پیشنهاد می‌داد ناراضی بود، چنین شد که با یک سگ ازدواج کرد. پدرش از این موضوع بسیار خشمگین شد و او را به دریا انداخت. وقتی که سعی کرد خود را به قایق بازگرداند، پدرش انگشت‌هایش را قطع کرد. انگشتانش تبدیل به پستانداران دریایی شدند و خود نیز به ایزدبانوی قدرتمند دریاها مبدل شد. هنگامی که خشمگین می‌شد، شمن‌ها برای شستن و شانه کردن موهایش به نزد او سفر می‌کردند، و فقط در این صورت او حیوانات دریایی را برای شکارچیان رها می‌نمود.

## در نجوم
نام سدنا ۹۰۳۷۷، که یک جسم فرانپتونی است و توسط مایک براون، چاد توریجیلو و دیوید رابینو ویتزو در ۱۴ نوامبر ۲۰۰۳ کشف شد، برگفته از این ایزدبانو می‌باشد.